# Castillo de Verdera
El castillo de Verdera (o de San Salvador de Verdera o más a menudo simplemente de San Salvador) es una fortificación medieval situada en la cima de San Salvador Saverdera, a 670 metros sobre el nivel del mar, el pico más alto de la sierra de Rodes (que en este sector toma el nombre de montaña o sierra de Verdera), en el municipio del Puerto de la Selva en la comarca catalana del Alto Ampurdán en la provincia de Gerona de Cataluña en España.

## Acceso

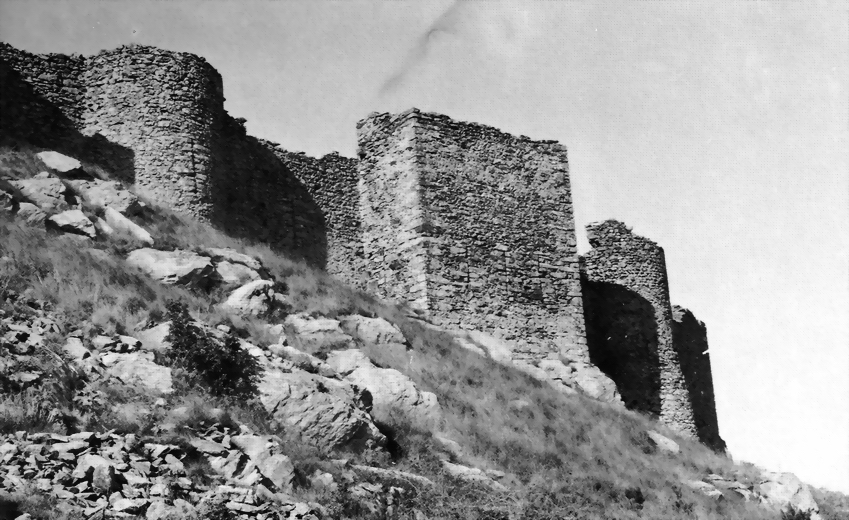
Muralla este

Sólo se puede acceder a pie. El acceso más fácil es por el norte, desde el monasterio de San Pedro de Roda, por un sendero que existe por la montaña. El acceso por el SO, desde la ermita de Sant Onofre, en Palau Sabardera, es mucho más empinado y escarpado.
Desde el pico donde se encuentra el castillo se domina un panorama privilegiado y espectacular. Por el S y el O se contempla toda la llanura de la Alto Ampurdán, con el golfo de Roses, hasta el macizo del Montgrí y Islas Medas. Grandes extensiones de mar en el SE y el NE. En el E, las montañas que forman la península del cabo de Creus. Al N y NO, las estribaciones de la sierra de la Albera y buena parte de los Pirineos orientales, con el Bassegoda, el Comanegra, la Mare de Déu del Mont, el Puigsacalm y Canigó. Norte allá se divisa también parte de la llanura del Rosellón. En días muy claros pueden verse la Roca del Far, el Matagalls y Montseny, y se dice que incluso si la tramontana lo favorece, la Provenza y Mallorca.
En las laderas inmediatas de la Verdera se encuentran:
- Por el norte el monasterio de San Pedro de Roda y situado en un rellano poco más abajo del castillo, el antiguo pueblo medieval de Santa Cruz de Rodes y del Valle de Santa Cruz.
- Por el NE, los de La Selva de Mar y el Puerto de la Selva.
- Por el SO, Palau Sabardera.

Este nido de águilas sirvió de defensa del monasterio, de atalaya contra la piratería, de santuario y de mirador residencial de los condes de Ampurias. Actualmente, sus ruinas sirven de hito entre los términos municipales de Puerto de la Selva, Palau Sabardera y La Selva de Mar.

## Historia
Se distinguen dos etapas constructivas e históricas que explican la diversidad de nombres con que es conocido. Una primera etapa, plenamente románica, desde el siglo IX hasta finales del siglo XIII, en la que se construyó el primitivo castillo, inicialmente condal y después monacal, que los documentos de la época llaman «castillo de Verdera». Y una segunda etapa, desde el último cuarto del siglo XIII, en la que fue ampliado y fortificado en manos de los condes de Ampurias (para volver, en el siglo XV, a las de los abades del monasterio de San Pedro), y en la que es llamado «castillo de San Salvador», denominación actualmente corriente en la comarca. Esta era la advocación de la iglesia monumental construida dentro del recinto del castillo durante la primera mitad del siglo XI y que lo convirtió en un castillo-santuario. El cambio de denominación responde, por tanto, a una renovación en profundidad de la estructura constructiva de la fortificación y al cambio de señorío que le acompañó.

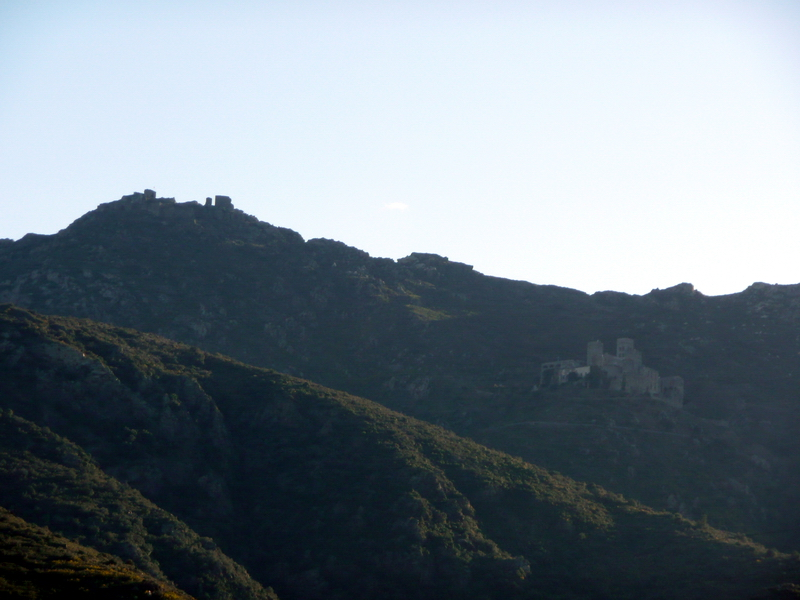
El monasterio de San Pedro de Roda bajo el castillo.

El castillo de Verdera, aparece mencionado por primera vez en los documentos conservados en el año 904, como posesión de los condes de Ampurias. Aunque esto permite suponer que este castillo ya existía al menos durante el siglo IX, la arqueología demuestra que sobre la cresta de la Verdera había habido una fortificación desde época remota.
El 974 el conde  Gausfredo I de Ampurias-Rosellón dotó el monasterio de San Pedro de Roda con importantes propiedades situadas a su alrededor, entre ellas el castillo de Verdera, donación que fue confirmada por sendas bulas papales los años 974 y 990 y por un precepto del rey franco Lotario el 982. Pronto, sin embargo, el hijo y sucesor de Gausfredo en Ampurias, Hugo I, discutió esta merma de su patrimonio y ocupó bienes del monasterio, entre los que se encontraba este castillo. El papa Benedicto VIII le conminó, con amenaza de las máximas penas espirituales, a subsanar este hecho, y parece que finalmente el conde regresó estos dominios al monasterio, con el que ya se había reconciliado en 1022, donde asistió personalmente a la consagración de la nueva basílica, y así lo ratificó con nuevas donaciones en los años posteriores. El castillo de Verdera, que tenía un término amplio que comprendía el castillo de Bufalaranya (entonces llamado de Roca Negra), cerca de Rosas, aseguraba la defensa y la autonomía del cenobio, y había convertido en una de las posesiones más valiosas. Probablemente entonces fue construida la iglesia de San Salvador, que siempre dependió eclesiásticamente del monasterio.

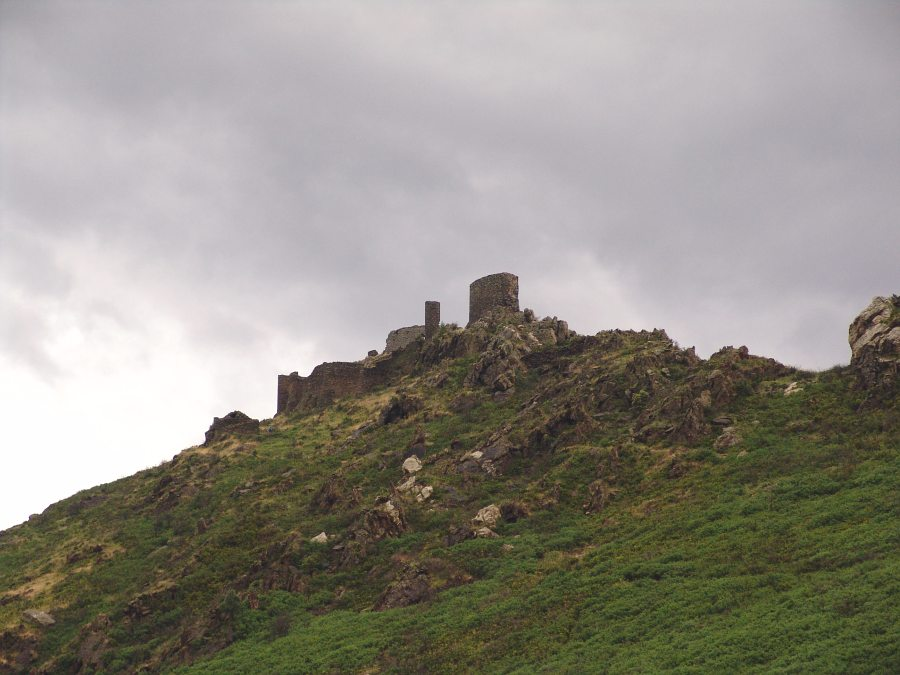
El castillo desde Santa Cruz de Rodas (N).

A finales del siglo XIII resurgieron las disputas entre el conde y el abad por la posesión de la fortaleza. Poco antes de 1283 el conde de Empúries Ponce V de Ampurias se empeñó, en el marco de una política de recuperación del poder condal que lo llevaría a graves enfrentamientos con el obispo y con Jaime II. Las enérgicas protestas del abad llevaron, el 27 de febrero de 1283, a una concordia entre ambos por la que el conde confirmaba las donaciones de Gausfredo. En el caso del castillo, se estipulaba que los condes podrían ocuparlo en caso de guerra, como de hecho ya se hacía.
La inminente guerra con Francia, derivada de la cuestión siciliana, motivaría que, en julio de ese año, el conde decidiera reconstruir el viejo castillo y renovar las defensas. A esta iniciativa corresponde el potente recinto amurallado y la torre del homenaje, situada al lado de la antigua iglesia. Aunque no hay constancia, parece que los acuerdos de 1283 y los acontecimientos inmediatos establecieron de facto un condominio del castillo, que quedó permanentemente ocupado por los condes, si bien bajo la jurisdicción del monasterio.

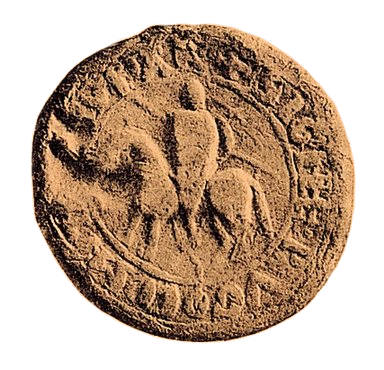
Sello de Ponce V de Ampurias.

La cruzada contra la Corona de Aragón de 1285 y la defección de la jerarquía eclesiástica, que dio apoyo a los cruzados franceses, facilitaron este statu quo. Bernat Desclot, en su Crónica, acusa directamente al abad de San Pedro de Roda de traición y explica cómo los invasores ocuparon el castillo en junio de 1285 y lo retuvieron durante seis meses. Expulsados los franceses, San Salvador volvió a manos de Ponce.
El 1299 la abadía recurre a los tribunales episcopales del obispo de Gerona contra el conde de Ampurias por múltiples ocupaciones de jurisdicciones y de bienes, entre las que menciona la del castillo de San Salvador. La sentencia condenó al conde y le amenazó con la excomunión (1301), forzándolo a firmar una concordia con el abad (1303) por la que renunciaba a todas las ocupaciones a excepción de la de San Salvador, que continuó en situación de condominio tácito y en manos del conde. En su testamento (1309), Ponce indemnizó al monasterio por la ocupación del castillo y le ofreció garantías de no agresión.
Ponce VI de Ampurias, conocido como Malgaulí, cedió la castellanía de San Salvador a los Satrilla, que la mantuvieron hasta el 1374, cuando el conde Juan I de Ampurias recuperó el pleno dominio sobre la fortaleza. Personaje culto y brillante, Juan I tuvo predilección por San Salvador, desde donde podía contemplar todos sus dominios, y se hizo construir una estancia personal, seguramente en la torre del homenaje.
En 1402, con la extinción de la segunda dinastía de los condes de Ampurias, el condado pasó a la corona, que poco después quedó para la Diputación del General. Es posible que estas circunstancias, más el Compromiso de Caspe y el cambio de dinastía que poco después siguió favorecieron que el castillo retornara a manos efectivas del monasterio, ya que por 1474 consta como posesión suya. A finales del siglo XVII, sin embargo, la documentación indica que volvía a estar en manos de los titulares del condado de Ampurias, entonces duques de Medinaceli. En esta época el castillo servía de vigía contra los piratas berberiscos.
Se supone que el castillo fue inutilizado militarmente, destruyendo buena parte de sus construcciones, por orden del mariscal duque de Noailles durante la expedición de rapiña a San Pedro de Roda que protagonizó en 1708, en plena Guerra de Sucesión.
Ya inhabitable e inútil para la milicia, lo que quedaba del castillo debió regresar de inmediato a manos del monasterio, que lo poseía en el momento de la exclaustración (1835). Con la desamortización fue reclamado por los Medinaceli, a los que fue reconocido y que la han poseído hasta fecha reciente.

## Estructura

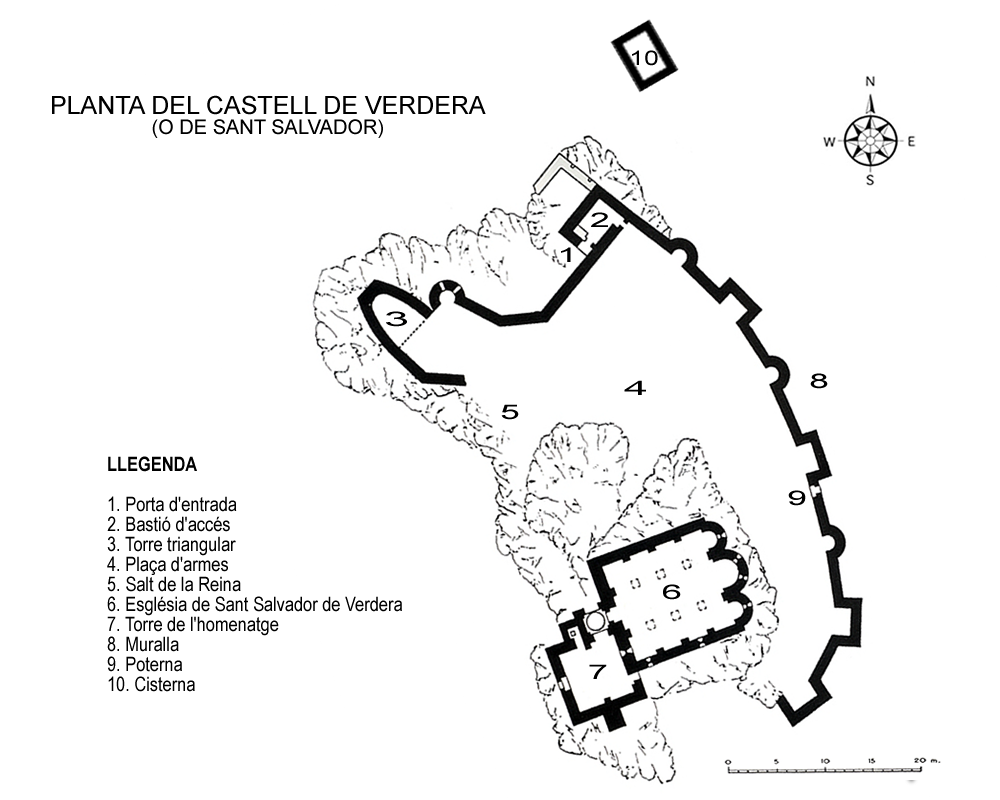
Planta del castillo de Verdera

El castillo ocupa el espacio, relativamente reducido y estrecho, del pico de la montaña y se adapta a las fuertes irregularidades rocosas del terreno. La planta es aproximadamente rectangular, con orientación NO-SE. La fortificación es importante por todos los lados mínimamente accesibles (NO, N, E y S) e inexistente en el SO, por donde el castillo está construido a raíz del risco. En este sector se encuentra el «Salto de la Reina».
De los edificios actualmente reconocibles, aunque todos muy derribados, sólo la iglesia de San Salvador de Verdera corresponde a la primera etapa del castillo (el castillo de Verdera), y aún en una fase avanzada, ya que es datable en la primera mitad del siglo XI, sin que se sepa si sustituyó un templo anterior. El resto de las edificaciones más o menos conservadas parecen corresponder a la reconstrucción de 1283.
La iglesia está situada en el punto más alto del castillo, en un pequeño plano sobre el pico de la montaña, y en el extremo S del recinto fortificado. Aunque anterior a la obra de 1283, quedó perfectamente integrada en esta última. Era un templo reducido pero de aire monumental, de planta basilical, con tres naves, tres ábsides semicirculares y un pórtico. Se accedía por este pórtico, que comunicaba con la torre del homenaje, y por una puerta situada en el muro N. Se conservan restos importantes de los muros laterales, el frontis y del pórtico con su bóveda aún en pie. El aparato de la iglesia, como el de todo el castillo, es de sillares rectangulares, pequeños y mal cortados, excepto en las esquinas.
El portal de entrada al castillo está situado al norte, en un entrante de la muralla protegido por una gran torre cuadrada y al O por otras torres más altas de planta semicircular y triangular, adaptadas al terreno y adosadas a la muralla. El portal conserva la doble arcada. Hasta la primera mitad del siglo XIX había sobre esta puerta una lápida conmemorativa de la reconstrucción de 1283 y la expulsión de los cruzados franceses, con heráldica de Rodas y Ampurias, actualmente en paradero desconocido ( se conserva un dibujo y la transcripción de la inscripción).
En la parte E, el castillo estaba protegido por una muralla, aún hoy imponente, con tres torres semicirculares y tres rectangulares imperfectas alternadas, más otra rectangular en el extremo SE. Tanto el muro como las torres tienen largas aspilleras. La altura regular de esta muralla hace sospechar una destrucción intencionada del conjunto.
Un sector de muralla prácticamente desaparecido unía este sector con la torre del homenaje, situada en el extremo SO del castillo, al borde del risco, y adosada al frontis de la iglesia. Se conservan sólo muros de poca altura. El interior del recinto fortificado es amplio pero afectado por la gran irregularidad del terreno, hay restos constructivos muy escasos e imprecisos.
En el exterior del recinto, al NE del portal de entrada, hay una gran cisterna cubierta con bóveda apuntada y, cerca de ella, restos de fortificación, quizás una empalizada. Igualmente, al sur del castillo, sobre el monte de Sant Genís o del Águila, hay restos de una torre redonda (fuera del plano adjunto).
Se ha dicho que la obra del castillo de San Salvador construida en 1283, de la que forman parte todos estos elementos con la única excepción de la iglesia, demuestra la asimilación de la nueva arquitectura militar de influencia oriental introducida en Occidente con las cruzadas.

## Leyenda

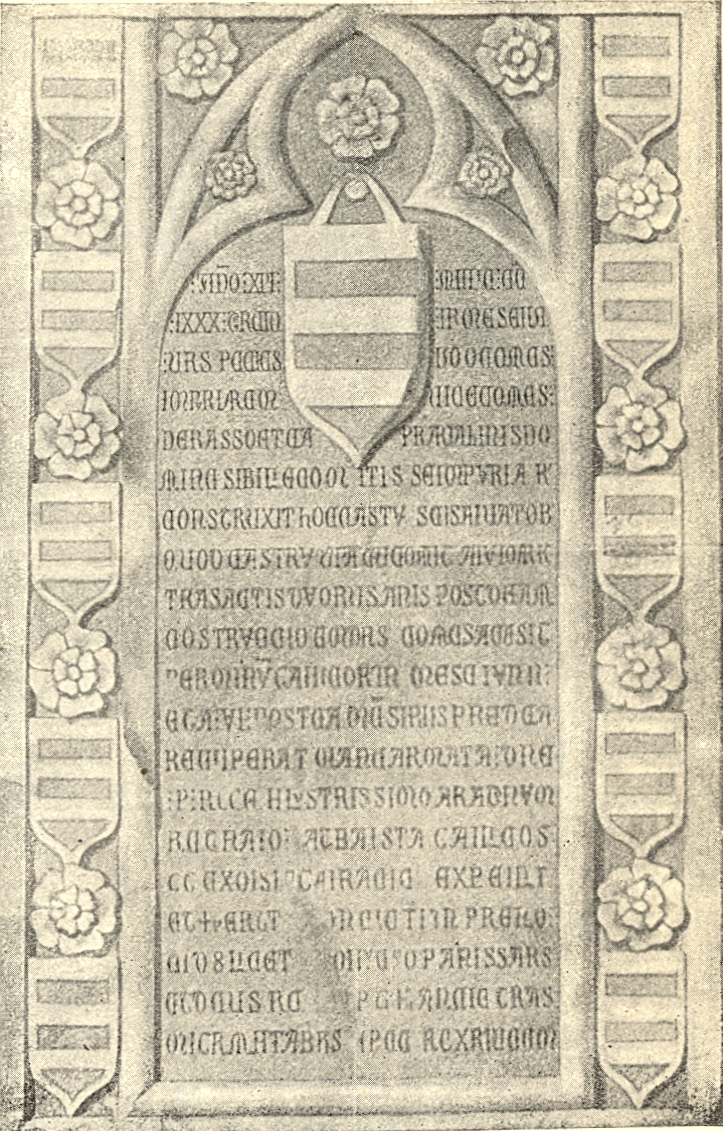
Inscripción sobre la puerta del castillo (desaparecida).

Carlomagno habría reconocido la valentía del conde de Ampurias, que por la gracia de Dios habría resistido con éxito un asedio al castillo de Verdera, permitiéndole utilizar excepcionalmente la expresión «por la gracia de Dios» en la intitulación oficial. El conde de Ampurias sería, por esta causa, el único noble en Cataluña que emplearía este atributo de soberanía.
Al lado S del castillo, abierta sobre el precipicio, hay una terraza natural sobre el risco, conocida popularmente como «Salt de la Reina», que es protagonista de una leyenda similar a la del castillo de Ciurana. Esta célebre leyenda ha llegado en diferentes versiones.
Según una de las versiones, quizá la más conocida, la última «reina mora» del lugar, una vez vencido y muerto su marido por los cristianos, habría intentado dirigir la resistencia con su caballo que, enloquecido, se lanzó con ella risco abajo, y aún hoy serían audibles los lamentos de la dama en el fondo del risco. En otra versión, la protagonista es la hija de un conde de Ampurias que, enamorada de un pastor con el que habría tenido un hijo, de nombre Epicini, que sería uno de los monjes fundadores de San Pedro de Roda, e incapaz de afrontar un matrimonio impuesto por el padre, se habría suicidado saltando a caballo por el precipicio. En otra versión, el castillo está en manos de la condesa de Ampurias, que se lanza al vacío con su caballo huyendo de la persecución amorosa del vizconde de Rocabertí. Y aunque una variante de esta última versión tiene como protagonistas una hija del conde ampuriano y el conde de Besalú.
En el castillo sería audible en ciertos días o noches el gemido del alma en pena de una condesa de Ampurias que en vida habría sido infiel a su marido. De hecho, el área del castillo, en la actualidad, tiene fama de ser propicia a los fenómenos paranormales.
Otras leyendas convierten la Verdera y sus alrededores en escenarios del ciclo del Santo Grial, en el que el castillo de San Salvador se convierte en el de Montsalvat y de Quermançó, el del mago Klingsor.

## Protección
El castillo de Verdera está afectado por las disposiciones españolas de protección del patrimonio histórico de 1949 y 1988, y como todos los castillos de Cataluña, catalogado como Bien Cultural de Interés Nacional a los efectos de la ley del Patrimonio Cultural catalán de 1993.